# Tremplin du Praz
Tremplin du Praz ist eine Schanzenanlage im Ortsteil Le Praz in Courchevel im französischen Département Savoie. Der Komplex wird auch als „Stade de Saut à Ski de Courchevel“ (deutsch Skisprungstadion Courchevel) oder als „Stade Olympique de Courchevel“ (deutsch Olympiastadion Courchevel) bezeichnet.

## Geschichte
Erste Skisprungschanzen gab es in Courchevel schon in den 40er Jahren des vorigen Jahrhunderts. Die erste Schanze im Ortsteil Le Praz an der Stelle des heutigen Olympiastadions wurde 1944 errichtet.
1990 wurden für die XVI. Olympischen Winterspiele in Albertville die Schanzen im Ortsteil Le Praz großzügig renoviert und ausgebaut. Sowohl in diesem Fall wie auch bei anderen Anlagen für die Spiele fanden massive Eingriffe in die natürliche Umgebung statt, was Gegenstand von Kritik und Protesten war.
Alle Schanzen sind mit Matten belegt und werden heute hauptsächlich zum Training genutzt.
2030 sollen im Rahmen der XVI. Olympischen Winterspiele erneut olympische Wettkämpfe auf der Schanzenanlage stattfinden. Dazu ist eine Renovierung und Vergrößerung der Schanzen geplant.

## Internationale Wettbewerbe
Genannt werden alle von der FIS organisierten Sprungwettbewerbe.
| Datum             | Kategorie               | Schanze | 1. Platz                                                                  | 2. Platz                                                               | 3. Platz                                                                           |
| ----------------- | ----------------------- | ------- | ------------------------------------------------------------------------- | ---------------------------------------------------------------------- | ---------------------------------------------------------------------------------- |
| 17. Januar 1991   | Weltcup                 | K90     | wegen Schneemangels abgesagt                                              | wegen Schneemangels abgesagt                                           | wegen Schneemangels abgesagt                                                       |
| 20. Januar 1991   | Weltcup                 | K120    | wegen Schneemangels abgesagt                                              | wegen Schneemangels abgesagt                                           | wegen Schneemangels abgesagt                                                       |
| 9. Februar 1992   | Olympische Winterspiele | K90     | Ernst Vettori                                                             | Martin Höllwarth                                                       | Toni Nieminen                                                                      |
| 16. Februar 1992  | Olympische Winterspiele | K120    | Toni Nieminen                                                             | Martin Höllwarth                                                       | Heinz Kuttin                                                                       |
| 20. Februar 1992  | Olympische Winterspiele | K120    | FinnlandAri-Pekka Nikkola Mika Laitinen Risto Laakkonen Toni Nieminen     | ÖsterreichHeinz Kuttin Ernst Vettori Martin Höllwarth Andreas Felder   | TschechoslowakeiTomáš Goder František Jež Jaroslav Sakala Jiří Parma               |
| 17. Dezember 1993 | Weltcup                 | K120    | Andreas Goldberger                                                        | Jin’ya Nishikata                                                       | Jaroslav Sakala                                                                    |
| 14. August 1997   | Grand Prix              | K120    | Masahiko Harada                                                           | ?                                                                      | ?                                                                                  |
| 14. August 1998   | Grand Prix              | K120    | Nicolas Dessum                                                            | ?                                                                      | ?                                                                                  |
| 14. August 1999   | Grand Prix              | K120    | Andreas Widhölzl                                                          | Masahiko Harada                                                        | Andreas Goldberger                                                                 |
| 29. Januar 2000   | Continental Cup         | K90     | Janne Ylijärvi                                                            | Nicolas Dessum                                                         | Christof Duffner                                                                   |
| 30. Januar 2000   | Continental Cup         | K90     | Nicolas Dessum                                                            | Dirk Else                                                              | Christof Duffner                                                                   |
| 14. August 2000   | Grand Prix              | K120    | Janne Ahonen Hideharu Miyahira                                            |                                                                        | Martin Schmitt                                                                     |
| 14. August 2001   | Grand Prix              | K120    | Andreas Widhölzl                                                          | Adam Małysz                                                            | Janne Ahonen                                                                       |
| 19. Januar 2002   | Continental Cup         | K120    | Jörg Ritzerfeld                                                           | Michael Neumayer                                                       | Daniel Forfang                                                                     |
| 20. Januar 2002   | Continental Cup         | K120    | Nicolas Dessum                                                            | Michael Neumayer                                                       | Jörg Ritzerfeld                                                                    |
| 14. August 2002   | Grand Prix              | K120    | Andreas Widhölzl                                                          | Clint Jones                                                            | Robert Kranjec                                                                     |
| 14. August 2003   | Grand Prix              | K120    | Sigurd Pettersen                                                          | Thomas Morgenstern                                                     | Noriaki Kasai                                                                      |
| 7. August 2004    | Grand Prix              | HS132   | Adam Małysz                                                               | Martin Höllwarth                                                       | Rok Benkovič                                                                       |
| 14. August 2005   | Grand Prix              | HS132   | Thomas Morgenstern                                                        | Michael Neumayer                                                       | Wolfgang Loitzl                                                                    |
| 4. Februar 2006   | FIS-Cup                 | HS96    | Emmanuel Chedal                                                           | Damien Maitre                                                          | Vincent Descombes Sevoie                                                           |
| 5. Februar 2006   | FIS-Cup                 | HS96    | Anssi Koivuranta                                                          | Emmanuel Chedal                                                        | Vincent Descombes Sevoie                                                           |
| 14. August 2006   | Grand Prix              | HS132   | Gregor Schlierenzauer                                                     | Wolfgang Loitzl                                                        | Adam Małysz                                                                        |
| 20. Januar 2007   | Junioren                | HS96    | David Unterberger                                                         | Mitja Mežnar                                                           | Felix Schoft                                                                       |
| 21. Januar 2007   | Junioren                | HS96    | Mitja Mežnar                                                              | Andreas Wank                                                           | Thomas Thurnbichler                                                                |
| 14. August 2007   | Grand Prix              | HS132   | Bjørn Einar Romøren                                                       | Adam Małysz                                                            | Georg Späth                                                                        |
| 3. August 2008    | Grand Prix              | HS132   | Harri Olli                                                                | Georg Späth                                                            | Simon Ammann                                                                       |
| 14. August 2009   | Grand Prix              | HS132   | Simon Ammann                                                              | Adam Małysz                                                            | Roman Koudelka                                                                     |
| 6. März 2010      | FIS-Cup                 | HS96    | Felix Schoft                                                              | Arthur Pauli                                                           | Stefan Hayböck                                                                     |
| 7. März 2010      | FIS-Cup                 | HS96    | Felix Schoft                                                              | Stefan Hayböck                                                         | Marinus Kraus                                                                      |
| 31. Juli 2010     | Continental Cup         | HS132   | Jakub Janda                                                               | Antonín Hájek                                                          | Danny Queck                                                                        |
| 1. August 2010    | Continental Cup         | HS132   | Jakub Janda                                                               | Antonín Hájek                                                          | Rok Zima                                                                           |
| 13. August 2010   | Grand Prix              | HS132   | Daiki Itō                                                                 | Thomas Morgenstern David Zauner                                        |                                                                                    |
| 30. Juli 2011     | Continental Cup         | HS132   | Andreas Wank                                                              | Stefan Kraft                                                           | Manuel Poppinger                                                                   |
| 31. Juli 2011     | Continental Cup         | HS132   | Andreas Wank                                                              | MacKenzie Boyd-Clowes                                                  | Tomaž Naglič                                                                       |
| 12. August 2011   | Grand Prix              | HS132   | Thomas Morgenstern                                                        | Richard Freitag                                                        | Kamil Stoch                                                                        |
| 14. August 2012   | Grand Prix              | HS96    | JapanYūki Itō Sara Takanashi Noriaki Kasai Yūta Watase                    | DeutschlandKatharina Althaus Ulrike Gräßler Pascal Bodmer Andreas Wank | ÖsterreichJacqueline Seifriedsberger Daniela Iraschko David Zauner Michael Hayböck |
| 15. August 2012   | Grand Prix              | HS96    | Alexandra Pretorius                                                       | Daniela Iraschko                                                       | Jacqueline Seifriedsberger                                                         |
| 16. August 2012   | Grand Prix              | HS132   | Reruhi Shimizu                                                            | Andreas Wank                                                           | Tom Hilde                                                                          |
| 14. August 2013   | Grand Prix              | HS132   | DeutschlandSvenja Würth Michael Neumayer Ulrike Gräßler Andreas Wellinger | JapanYūki Itō Yūta Watase Sara Takanashi Taku Takeuchi                 | FrankreichLéa Lemare Nicolas Mayer Coline Mattel Vincent Descombes Sevoie          |
| 15. August 2013   | Grand Prix              | HS96    | Ema Klinec                                                                | Sarah Hendrickson                                                      | Yūki Itō                                                                           |
| 15. August 2013   | Grand Prix              | HS132   | Andreas Wellinger                                                         | Andreas Wank                                                           | Michael Neumayer                                                                   |
| 11. Januar 2014   | Continental Cup         | HS96    | Rok Justin                                                                | Pius Paschke                                                           | Ronan Lamy Chappuis                                                                |
| 12. Januar 2014   | Continental Cup         | HS96    | Rok Justin                                                                | Karl Geiger                                                            | Matjaž Pungertar                                                                   |
| 15. August 2014   | Grand Prix              | HS132   | Andreas Stjernen                                                          | Phillip Sjøen                                                          | Kamil Stoch                                                                        |
| 14. August 2015   | Grand Prix              | HS132   | Severin Freund                                                            | Kento Sakuyama                                                         | Peter Prevc                                                                        |
| 14. August 2015   | Grand Prix              | HS96    | Sara Takanashi                                                            | Yūki Itō                                                               | Daniela Iraschko-Stolz                                                             |
| 16. Juli 2016     | Grand Prix              | HS132   | Maciej Kot                                                                | Kamil Stoch                                                            | Stefan Kraft                                                                       |
| 16. Juli 2016     | Grand Prix              | HS96    | Sara Takanashi                                                            | Chiara Hölzl                                                           | Yūki Itō                                                                           |
| 11. August 2017   | Grand Prix              | HS96    | Katharina Althaus                                                         | Sara Takanashi                                                         | Yūki Itō                                                                           |
| 12. August 2017   | Grand Prix              | HS135   | Dawid Kubacki                                                             | Maciej Kot                                                             | Roman Koudelka Denis Kornilow                                                      |
| 10. August 2018   | Grand Prix              | HS135   | Sara Takanashi                                                            | Ema Klinec                                                             | Yūki Itō                                                                           |
| 11. August 2018   | Grand Prix              | HS135   | Jewgeni Klimow                                                            | Daniel Huber                                                           | Roman Koudelka                                                                     |
| 9. August 2019    | Grand Prix              | HS135   | Sara Takanashi                                                            | Chiara Hölzl                                                           | Juliane Seyfarth                                                                   |
| 10. August 2019   | Grand Prix              | HS135   | Timi Zajc                                                                 | Robert Johansson                                                       | Naoki Nakamura                                                                     |
| 7. August 2020    | FIS-Springen            | HS135   | Wettkampf wegen der COVID-19-Pandemie abgesagt                            | Wettkampf wegen der COVID-19-Pandemie abgesagt                         | Wettkampf wegen der COVID-19-Pandemie abgesagt                                     |
| 8. August 2020    | FIS-Springen            | HS135   | Wettkampf wegen der COVID-19-Pandemie abgesagt                            | Wettkampf wegen der COVID-19-Pandemie abgesagt                         | Wettkampf wegen der COVID-19-Pandemie abgesagt                                     |

## Großschanze
Die Schanze wird heute für Continental Cup Springen und den FIS-Sommer Grand Prix genutzt. Weltcupspringen werden nicht ausgetragen.
Olympiasieger wurde am 16. Februar 1992 der Finne Toni Nieminen, den Teambewerb auf der Großschanze entschied die Equipe aus Finnland für sich.

### Technische Daten
| Tremplin du Praz - HS 135       | Tremplin du Praz - HS 135 |
| Schanzentisch                   | Schanzentisch             |
| ------------------------------- | ------------------------- |
| Neigung des Schanzentisches (α) | 11,5°                     |
| Aufsprung                       |                           |
| Hillsize                        | HS 135                    |
| Konstruktionspunkt              | 125 m                     |
| K-Punkt Neigungswinkel (β)      | 37,5°                     |

### Schanzenrekord
- 134,0 m  Jörg Ritzerfeld, 19. Januar 2002 (COC)

### Weitester Sprung
- 137,0 m  Kamil Stoch, 12. August 2011 (GP)

## Normalschanze
Die Schanze besitzt ein gültiges FIS-Zertifikat. Am 14. August 2012 fand dort der erste Mixed-Mannschaftswettbewerb im Rahmen des Sommer-Grand-Prix und einen Tag später auch das erste Einzelspringen der Damen im Rahmen dieses Wettbewerbs statt.
Den Olympiasieg sicherte sich am 9. Februar 1992 Ernst Vettori aus Österreich.

### Technische Daten
| Tremplin du Praz - HS 96        | Tremplin du Praz - HS 96 |
| Schanzentisch                   | Schanzentisch            |
| ------------------------------- | ------------------------ |
| Neigung des Schanzentisches (α) | 10,5°                    |
| Aufsprung                       |                          |
| Hillsize                        | HS 96                    |
| Konstruktionspunkt              | 90 m                     |
| K-Punkt Neigungswinkel (β)      | 36,0°                    |

### Schanzenrekord
- 100,0 m  Mitja Mežnar, 20. Januar 2007 (AC)

### Weitester Sprung
- 100,5 m  Daniela Iraschko, 15. August 2012 (GP)

## Kontaktadresse
Club des Sports Courchevel

BP 10 - Le Forum

73121 Courchevel Cedex